# Joseph Wismayr
Joseph Wismayr (* 30. November 1767 in Freising; † 8. Juli 1858 in München) war ein bayerischer Theologe und Pädagoge.

## Wirken
Wismayr war zunächst Präfekt des lodronisch-rupertinischen Erziehungsstifts in Salzburg. 1803 wurde er von Maximilian von Montgelas als Schulen- und Studiengeneraldirektionsrat, später auch Oberkirchenrat, ins  bayerische Innenministerium berufen, um das höhere Schulwesen im realistisch-philanthropischen Sinn neu zu ordnen. An den reformierenden Lehrplänen von 1804 war er wesentlich beteiligt. 1806 mahnte er: die Schule muss für die Kinder eine 'Freudenschule' sein, man darf den Kindern die Freude nicht durch schlechte Methoden nehmen. Sein Organisationsplan wurde von der humanistischen Partei heftig angegriffen und ab 1808 in deren Sinn von Friedrich Immanuel Niethammer umgestaltet. In die Streitigkeiten um die Reformen war auch der Philologe Johann Heinrich Voß verwickelt. Wismayr hat eine Sprachlehre und eine Rechtschreiblehre verfasst.

## Grabstätte

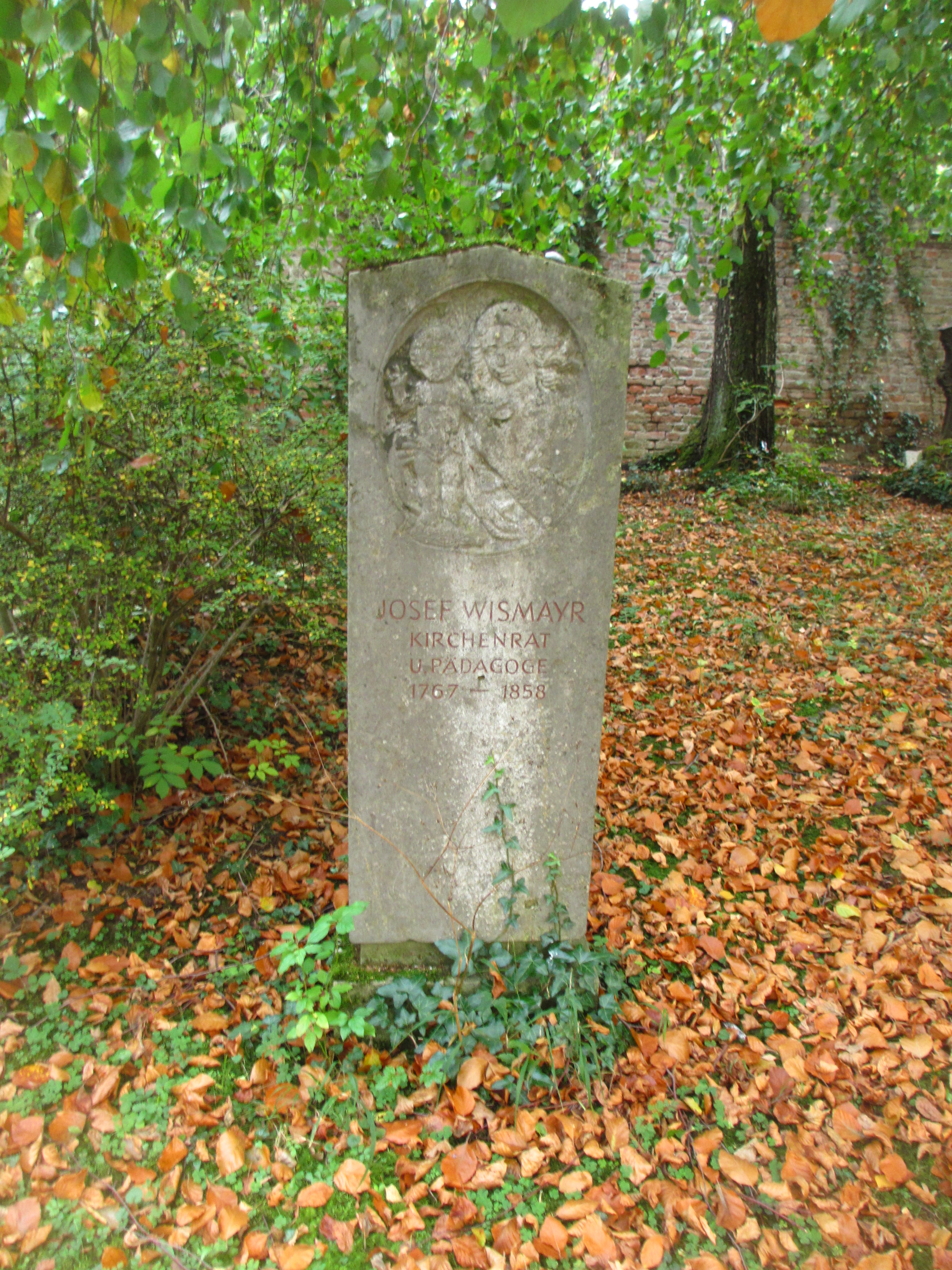
Grab von Joseph Wismayr auf dem Alten Südlichen Friedhof in München

Die Grabstätte von Joseph Wismayr befindet sich auf dem Alten Südlichen Friedhof in München (Mauer Links Platz SP 2-23 bei Gräberfeld 15) Standort.

## Wismayrs Rechtschreiblehre

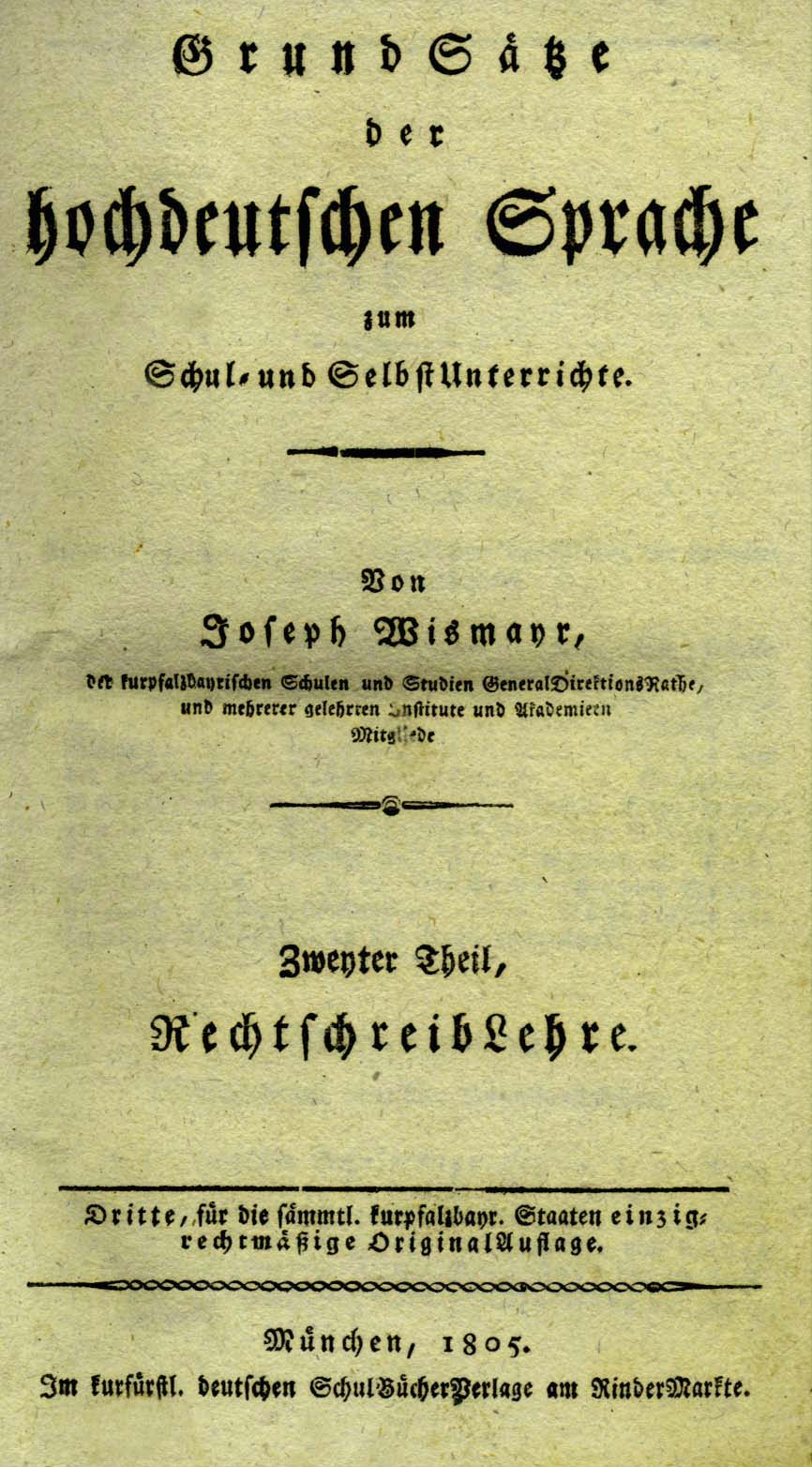
Joseph Wismayrs RechtschreibLehre 1805

### Titel
Die originale Schreibweise des Titels ist GrundSätze der hochdeutschen Sprache zum Schul- und SelbstUnterrichte. Zweyter Theil, RechtschreibLehre.

### Inhalt
- Allgemeine Einleitung Ueber den Ursprung und die allmählige Ausbildung der SchriftSprache überhaupt. § 1 – § 10.

- Besondere Einleitung, oder Vorbegriffe zur deutschen Rechtschreiblehre. § 11 – § 16.

- Erstes Kapitel. Allgemeine GrundSätze der hochdeutschen SchriftSprache. § 17 – § 28.

- Zweytes Kapitel. Besondere Regeln und Bemerkungen über den Gebrauch der deutschen SchriftBuchstaben. § 29 – § 38.

- Drittes Kapitel. Von der Dehnungs- und SchärfungsBezeichnung der deutschen Hülfslaute. § 39 – § 45.

- Viertes Kapitel. Von der Theilung, Zusammenziehung, Abkürzung und Zusammensetzung der deutschen Wörter. § 46 – § 52.

- Fünftes Kapitel. Von dem Gebrauche der großen Anfangsbuchstaben in der deutschen SchriftSprache. § 52 – § 54.

- Sechstes Kapitel. Von den Unterscheidungs- und anderen orthographischen Zeichen. § 55 – § 70.

- Siebentes Kapitel. Einzelne GrundSätze und Bemerkungen zum Behufe des Richtigschreibens überhaupt. § 71 – § 87.

- Anhang, oder Verzeichniß der vorzüglichsten gleich- oder ähnlich- lautenden Wörter der hochdeutschen Sprache, mit Beyspielen und Bemerkungen, wie dieselben in jedem Falle geschrieben werden müssen.

### Gestaltung
Das Werk ist als Schulbuch und für den Selbstunterricht konzipiert. Es soll den Schüler in die Lage versetzen, die Schreibung eines Wortes herauszufinden ohne sich weit auf wissenschaftliches Gebiet zu begeben.
Die Gestaltung ist in mehreren Bereichen neuartig: Die Paragraphen des ersten Kapitels tragen keine beschreibenden Überschriften, sondern es wird jeder Paragraph mit einer konkreten Frage überschrieben. Es werden auch Streitfragen behandelt wie „Ist der allgemeine Schreibgebrauch unveränderlich?“. Im Anhang, der als ein orthographisches Wörterbuch für die Schule anzusehen ist, sind die Wörter nicht einfach aufgelistet, sondern es ist jedem Wort ein kleiner Beispielsatz zum Abschreiben beigegeben, zum Beispiel „Biene – die Biene sammelt Honig“ oder „fest – der Mann steht fest, wo Weiber beben“.

### Erscheinen
Als Teil von Wismayrs Hauptwerk ist die Rechtschreiblehre über einen Zeitraum von mehr als 40 Jahren in 9 Auflagen erschienen. Es existieren zahlreiche Raubdrucke.

## Ehrungen und Mitgliedschaften
Wismayr war Ehrenritter des Ordens vom Heiligen Michael, Ritter I. Klasse des großherzoglich hessischen Ludwigsordens, ordentliches frequentierendes Mitglied der königlich bayerischen Akademie der Wissenschaften zu München, ordentliches auswärtiges Mitglied der Akademien in Erfurt, Padua, Arezzo und Florenz und korrespondierendes Mitglied der gelehrten Gesellschaft in Jena und der Gesellschaft für ältere deutsche Geschichtskunde in Frankfurt.

## Werke
- GrundSätze der deutschen Sprache zum Schul- und SelbstUnterrichte. Teil 1: Sprachlehre, Teil 2: Rechtschreiblehre. Salzburg 1796.
- GrundSätze der hochdeutschen Sprache zum Schul- und SelbstUnterrichte. Teil 1: Sprachlehre, Teil 2: Rechtschreiblehre. München 1805.
- Lehrbuch der teutschen Sprache. München 1811.